# Croft Castle

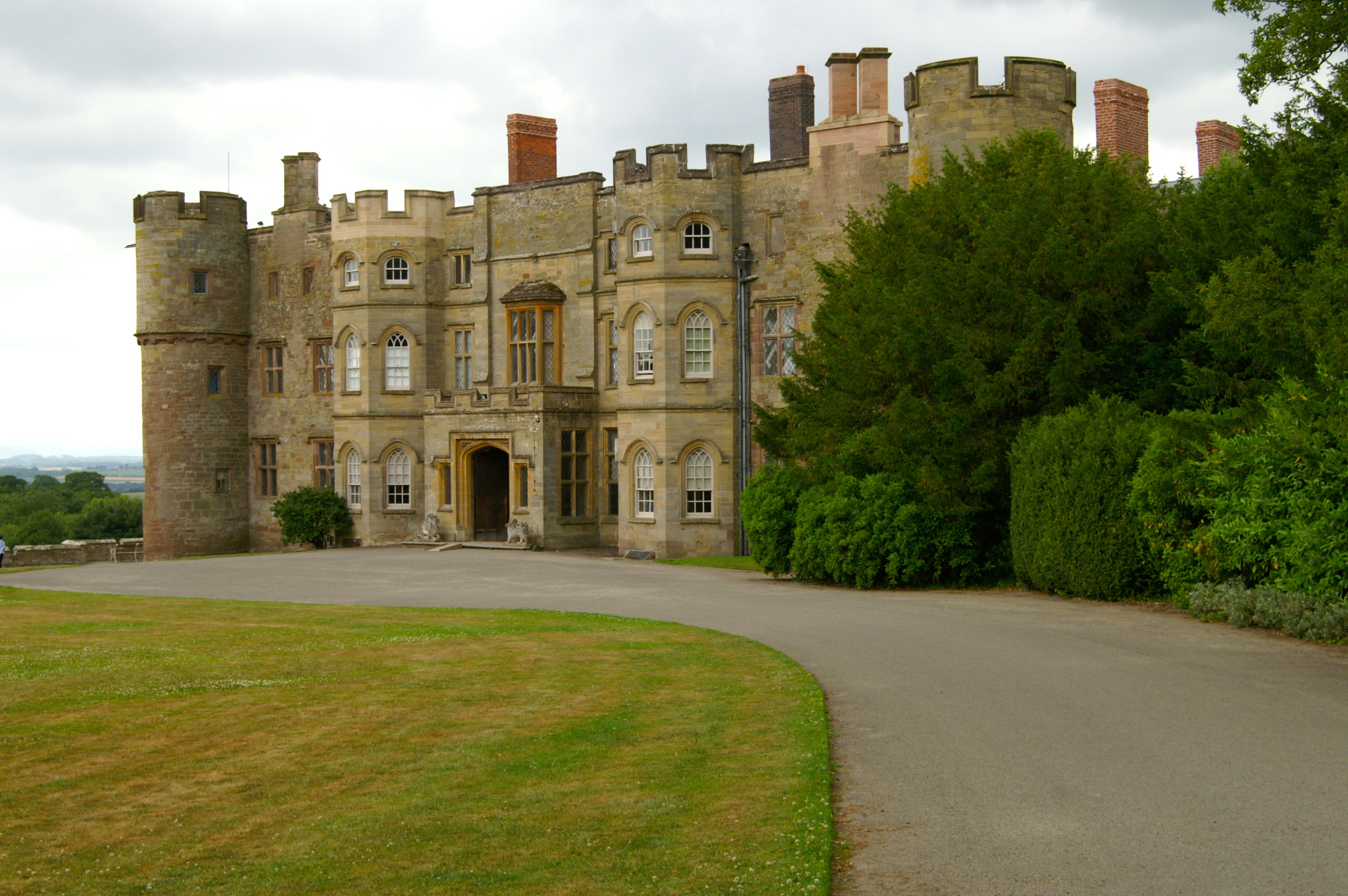
Croft Castle 2010

Croft Castle ist ein Schloss im Dorf Yarpole in der englischen Grafschaft Herefordshire. Neben dem Herrenhaus gibt es noch eine Kapelle und einen Garten.
Das Anwesen gehört heute dem National Trust und ist öffentlich zugänglich.

## Örtlichkeit
Das Anwesen liegt im Dorf Yarpole, 8 km nordwestlich von Leominster. Es ist von 600 Hektar lichten Waldes, landwirtschaftlich genutzter Flächen und Parkland umgeben.
Der Mortimer Trail, ein Fernwanderweg, führt daran vorbei.

## Schloss

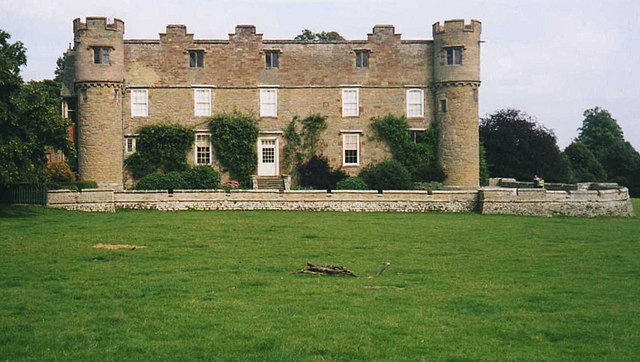
Croft Castle

Bereits seit dem 11. Jahrhundert gab es auf dem Anwesen ein Gebäude, in dem die Familie Croft zu Hause war. Diese Familie war eng mit der Nachbarfamilie Mortimer von Wigmore und später Ludlow verbunden. Die Schlacht von Mortimer’s Cross fand 1461 auf den Ländereien der Crofts in der Nähe statt. Das heutige Gebäude basiert auf einer Burg aus dem 14. Jahrhundert, die seither mehrmals umgebaut wurde. Dort wohnte John Croft, der eine von Owain Glyndŵrs Töchtern heiratete. Im 15. Jahrhundert nahm die Familie Croft das walisische Wyvern-Helmkleinod, einen verwundeten, schwarzen Drachen, an, den man als feine Anspielung auf ihre Glyndŵr-Herkunft sah. Nach seiner Schleifung im englischen Bürgerkrieg wurde Croft Castle wieder aufgebaut. Es bestand danach aus einem rechteckigen Schloss mit kleinen, zinnenbewehrten Rundtürmen an allen vier Ecken sowie einem kleinen, eckigen Turm an der Nordseite. Heute befindet sich das Herrenhaus unter der Verwaltung des National Trust und Mitglieder der Familie Croft leben noch in Teilen des Gebäudes.
Das rechteckige Schloss ist um einen Innenhof herum gebaut. Nord- und Südflügel sind nicht parallel. Die Außenmauern stammen aus dem 15. Jahrhundert. Die vier Rundtürme sind zu schlank, um Verteidigungsaufgaben zu erfüllen. Der Nordflügel ist in elisabethanischem Stil erstellt, während die anderen Flügel nach 1746 in georgianischem Stil erbaut wurden. Ursprünglich hatte das Gebäude eine Brüstung, die später abgerissen wurde. Die Schiebefenster wurden später eingebaut. Die Vorhalle, flankiert von Brüstungen, ist auch georgianisch, auch wenn sie vermutlich an Stelle eines früheren Torhauses steht.
Das Anwesen war fast 1000 Jahre lang das Heim der Familie Croft. Bereits im Domesday Book ist vermerkt, dass die Familie dort lebte. 1746 kaufte Richard Knight das Anwesen. Im Jahre 1923 kaufte es die Familie Croft zurück.
Am 8. November 1956 listete English Heritage Croft Castle als historisches Gebäude I. Grades. In seinem Aussehen ähnelt es Treago Castle.

## Kapelle

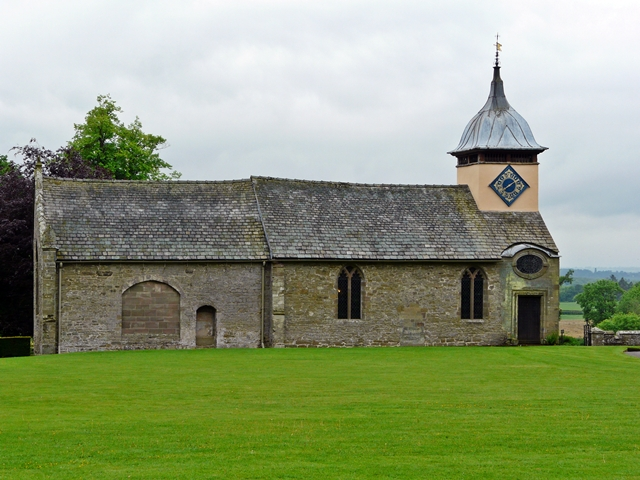
Michaelikapelle bei Croft Castle

Die Kapelle ist dem Erzengel Michael geweiht und stammt aus dem 13. Jahrhundert.
Sie enthält das Grab von Richard Croft und seiner Gattin Eleanor. Eleanor war die Tochter von Sir Edmund Cornwall, Baron of Burford in Shropshire und Witwe von Sir Hugh Mortimer von Kyre Wyard und Martley in Worcestershire, der am 30. Dezember 1460 in der Schlacht von Wakefield fiel.

## Garten

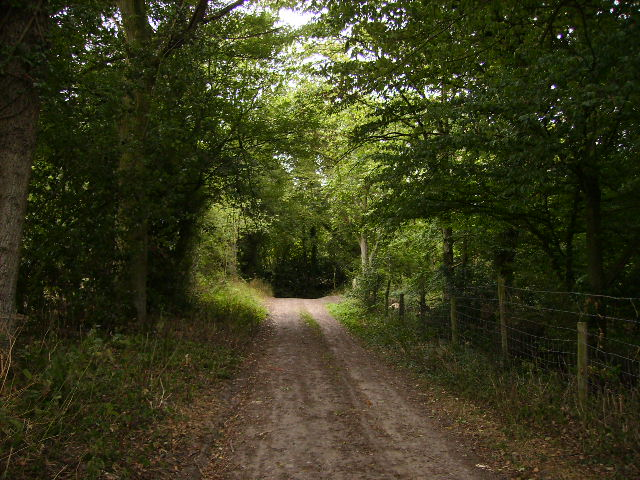
Garten von Croft Castle

Das Anwesen hat einen eingefriedeten Garten mit einem Weinberg, einem Obsthain und einem Gewächshaus von 1908. Enthalten sind auch Stallungen im georgianischen Stil.
Auf dem Gelände befindet sich eine Allee spanischer Kastanienbäume, Eichen und Buchen.

## Wallburg
Im Parkland befinden sich die Überreste einer Wallburg aus der Eisenzeit, die Croft Ambrey genannt wird.